# Vollersode
Vollersode (niederdeutsch Vollerso) ist eine Gemeinde der Samtgemeinde Hambergen und liegt am Nordrand des Landkreises Osterholz in Niedersachsen.

## Geografie

### Geografische Lage

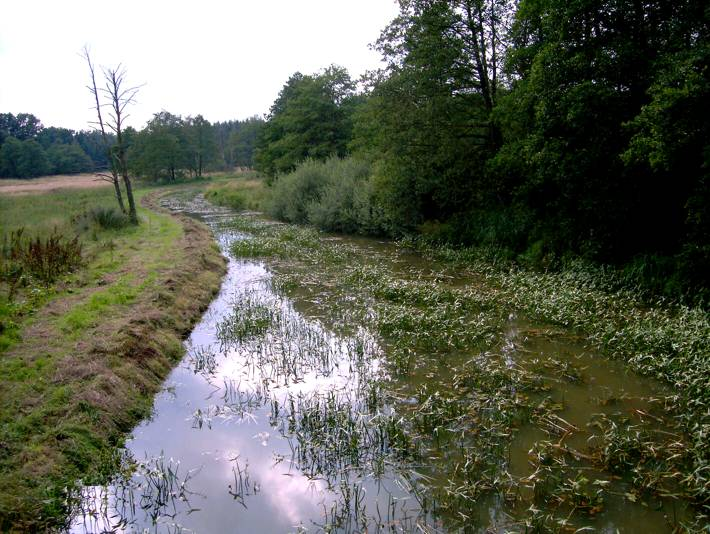
Giehler Bach im Springmoor bei Giehlermühlen

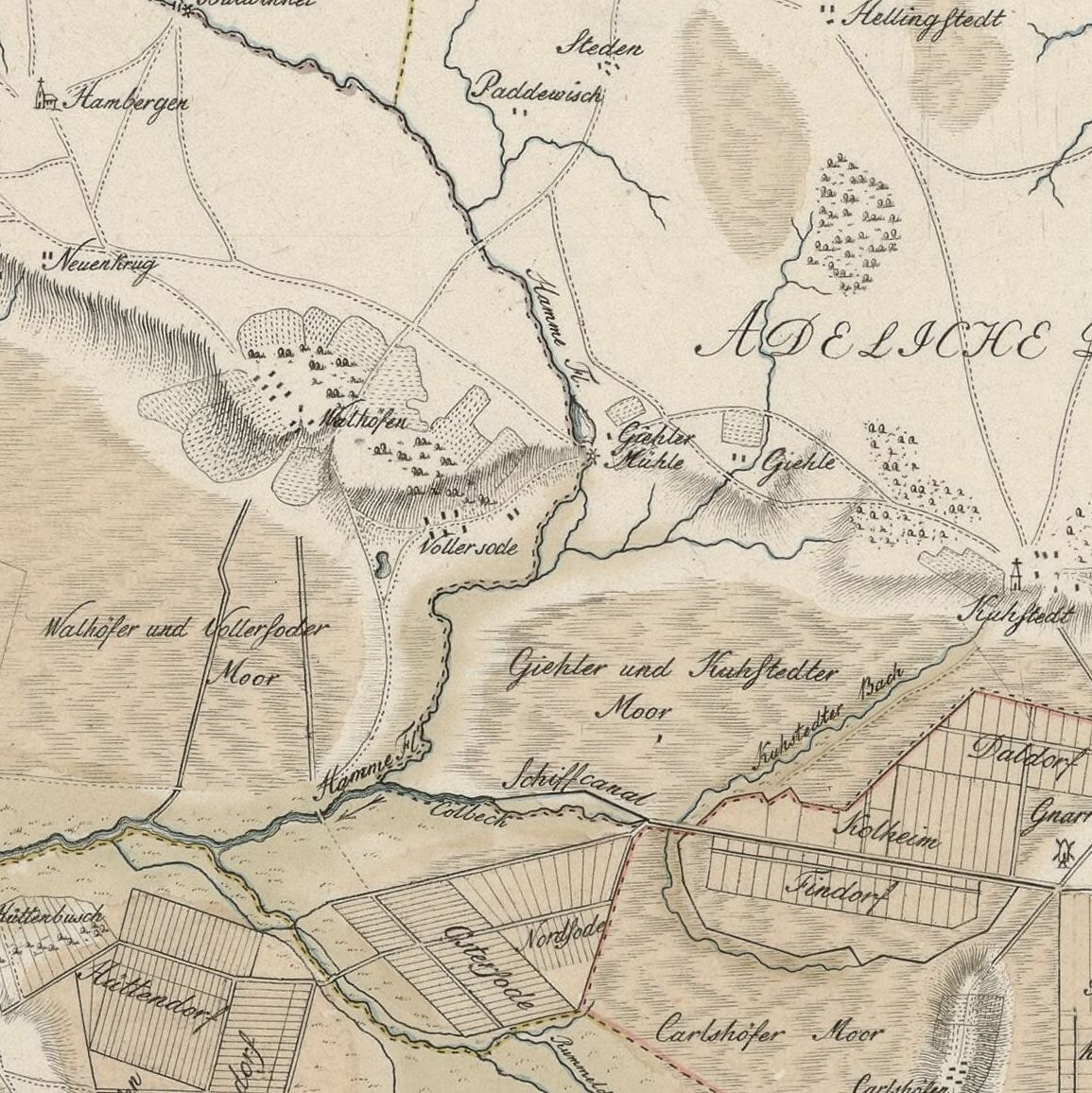
Historische Karte von 1795 mit den Orten Vollersode, Wal(l)höfen, Giehle und Giehler Mühle sowie dem Fluss Hamme.

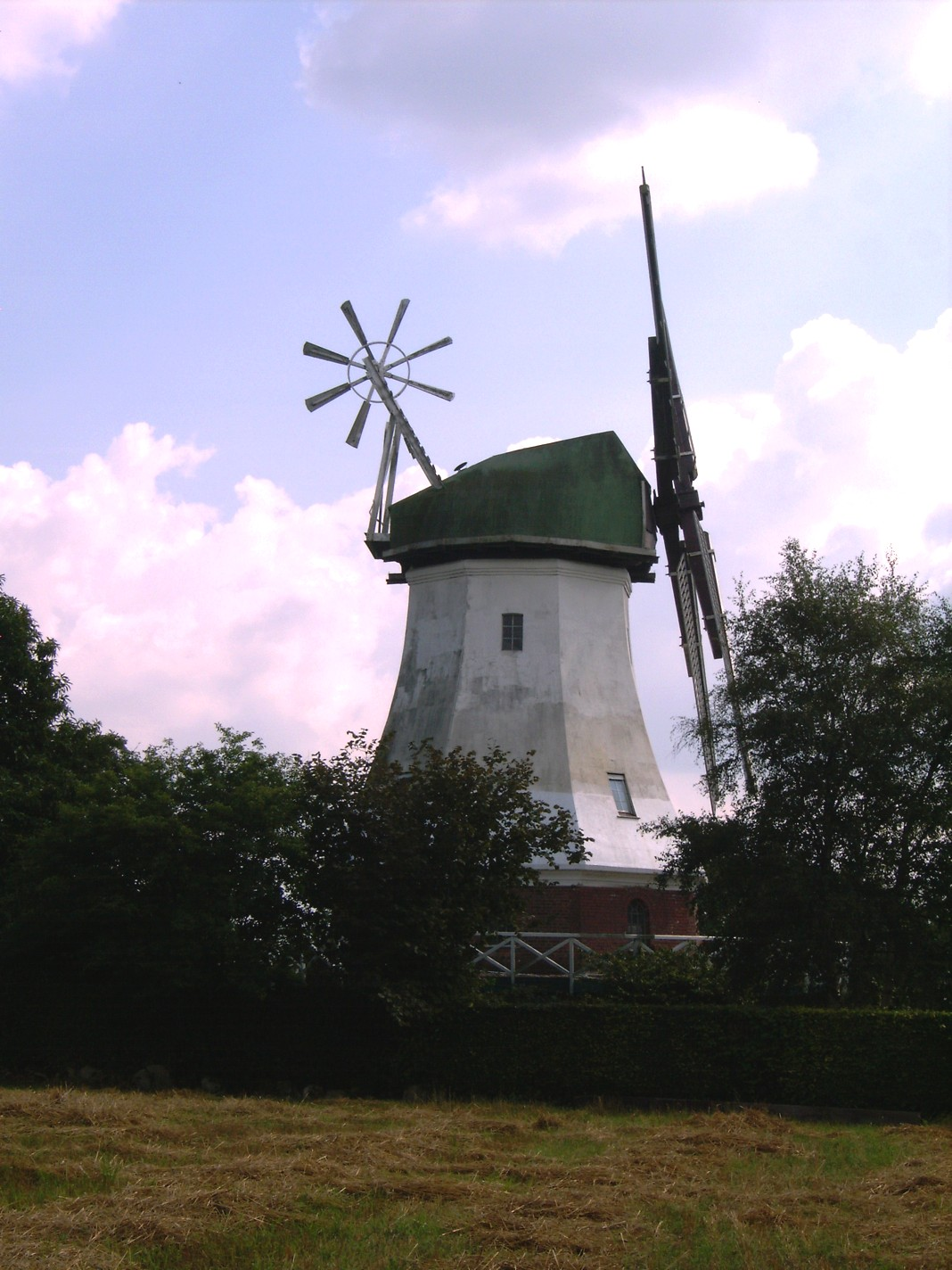
Windmühle in Wallhöfen an der Straße „Mühlenberg“ nach Bornreihe

Die Gemeinde Vollersode liegt in der norddeutschen Tiefebene ca. 35 Kilometer nördlich von Bremen. Landschaftlich geprägt ist der Ort vom Übergang der Wesermünder Geest als einem eiszeitlichen Endmoränengebiet ins Teufelsmoor. Die Ortsteile Vollersode, Wallhöfen, Giehle und Giehlermühlen liegen auf der Geest in einer Höhe von 20 bis 30 m ü. NN. Die anderen Ortsteile sind Moordörfer auf einer Höhe von weniger als 5 m ü. NN. Durch die Gemeinde fließt der Giehler Bach als kleiner Wiesenfluss, der bei Viehspecken auf den Hamme-Oste-Kanal trifft und dort zum Fluss Hamme wird.

### Nachbargemeinden
Im Südwesten grenzt Vollersode an Hambergen, im Nordwesten an Holste, die beide ebenfalls zur Samtgemeinde Hambergen gehören. Nordöstlich schließt sich die Gemeinde Gnarrenburg im Landkreis Rotenburg (Wümme) an. Südöstlich liegt die Einheitsgemeinde Worpswede, südlich die Stadt Osterholz-Scharmbeck.

### Gemeindegliederung
Die Gemeinde Vollersode gliedert sich in insgesamt neun Ortsteile:
- Ahrensdorf
- Bornreihe
- Friedensheim
- Giehle
- Giehlermoor
- Giehlermühlen
- Verlüßmoor
- Vollersode
- Wallhöfen

## Geschichte
Erstmals wurde die Gemeinde 1185 als Valdersha urkundlich erwähnt. Der Name erklärt sich am Wappen, auf dem ein Brunnen zu sehen ist. Sode ist ein anderer Begriff für Brunnen also heißt Vollersode übersetzt Voller Brunnen. Das Glockenbechergrab von Wallhöfen liegt in einem Ortsteil von Vollersode auf den Geesthöhen des Teufelsmoores.
Vollersode bildete im Zuge der Gebietsreform 1974 mit den Gemeinden Hambergen, Axstedt, Holste und Lübberstedt die Samtgemeinde Hambergen.

## Politik

### Gemeinderat
Der Rat der Gemeinde Vollersode setzt sich aus Mitgliedern zusammen. Die Ratsmitglieder werden durch eine Kommunalwahl für jeweils fünf Jahre gewählt. Die aktuelle Wahlperiode begann am 1. November 2021 und endet am 31. Oktober 2026.
Aus den Ergebnissen der vergangenen Gemeinderatswahlen ergaben sich folgende Sitzverteilungen:
| Wahljahr | SPD | CDU | Gesamt   |
| -------- | --- | --- | -------- |
| 2021     | 7   | 6   | 13 Sitze |
| 2016     | 8   | 5   | 13 Sitze |

### Bürgermeisterin
Bürgermeisterin der Gemeinde Vollersode ist Angela Greff (SPD); ihre Stellvertreter sind Günter Renken (SPD) und Arne Schnackenberg (CDU).

### Wappen
| Wappen von Vollersode | Blasonierung: „Auf schwarzem Grund eine silberne Wellenleiste und ein Sodbrunnen mit angehängtem Eimer. Der goldene Schildfuß ist mit schwarzen Feldsteinen belegt.“ |
| Wappen von Vollersode | Wappenbegründung: Die Grundfarben Schwarz und Gold geben Moor und Geest als wechselnde Landschaft der Gemeinde wieder. Der Sodbrunnen mit angehängtem Eimer ist ein örtlich bekanntes Wahrzeichen für den Ortsteil Vollersode und im Fuß des Wappens symbolisieren die schwarzen Feldsteine die heute noch erhaltenen typischen Walleinfriedungen der älteren Gehöfte im Ortsteil Wallhöfen. Der silberne Schrägwellenbach stellt die Verbindung zur Hamme her. |

## Kultur und Sehenswürdigkeiten

### Bauwerke
- Holländerwindmühle an der Straße von Wallhöfen nach Bornreihe; heute Wohnhaus.
- Ehemalige Kornwassermühle in Giehlermühlen an der Bundesstraße 74; Mühlenstau ohne Rad noch vorhanden
- Hofanlage Wallhöfener Straße 33 von 1750 in Fachwerk
- Wohn- und Wirtschaftsgebäude Bornreiher Straße 18 von um 1830 in Fachwerk
- Wohn- und Wirtschaftsgebäude Verlüßmoorer Straße 21 von um 1850 in Fachwerk
- Hofanlage Ahrensdorfer Straße 2 von um 1850 in Fachwerk
- Hofanlage Im Rusch 1 von um 1850 in Fachwerk
- Hofanlage Giehlermoorer Straße 12 von um 1850 in Fachwerk
- Hofanlage Giehlermoorer Straße 14 von um 1850 in Fachwerk
- Wohn- und Wirtschaftsgebäude Bornreiher Straße 5 von 1874 in Fachwerk
- Wallhöfener Mühle von 1880 als Durchfahrts-Gallerieholländer, heute Wohnnutzung
- Mühlengebäude Giehlermühlen 1D von um 1900
- Fernmeldeturm im Ortsteil Wallhöfen, ein 130 Meter hoher sogenannter Typenturm FMT 2/73 von der Deutschen Funkturm GmbH betrieben für die Deutsche Telekom AG

### Naturschutzgebiete
Naturschutzgebiet Springmoor bei Giehlermühlen westlich der Bundesstraße; Geesthochmoor mit Niedermoorbasis.

### Sport
Der Fußballverein Blau-Weiß Bornreihe aus dem Ortsteil Bornreihe spielt aktuell in der sechstklassigen Landesliga Lüneburg und trägt seine Heimspiele in der Sportanlage Bornreihe (4000 Plätze) in Vollersode-Bornreihe aus.

## Verkehr
Ein Bahnanschluss besteht durch Bahnhof Lübberstedt und Bahnhof Oldenbüttel, die etwa 10 km entfernt an die Bahnstrecke Bremen–Bremerhaven (–Cuxhaven) liegen.
Die Autobahn 27 (Walsrode–Cuxhaven) ist 19 km entfernt und über die Landstraße 134 erreichbar. Die Hauptverkehrsachse und Anbindung an die Kreisstadt Osterholz-Scharmbeck und das Oberzentrum Bremen bildet die Bundesstraße 74 Bremen–Stade.